# Cerro Arenales
Cerro Arenales är ett berg i Chile.   Det ligger i provinsen Provincia Capitán Prat och regionen Región de Aisén, i den södra delen av landet, 1 500 km söder om huvudstaden Santiago de Chile. Toppen på Cerro Arenales är 3 446 meter över havet.
Terrängen runt Cerro Arenales är bergig österut, men västerut är den kuperad. Cerro Arenales är den högsta punkten i trakten. Trakten runt Cerro Arenales är nära nog obefolkad, med mindre än två invånare per kvadratkilometer.. Det finns inga samhällen i närheten. 
Trakten runt Cerro Arenales är permanent täckt av is och snö.